# N-乙基-N-丙基色胺
N-乙基-N-丙基色胺（英語： 或 Ethylisopropyltryptamine，缩写EPT）是一种有机化合物，分子式C15H22N2，属于一种N,N-二烃基色胺衍生物，与N,N-二乙基色胺（DET），N,N-二丙基色胺（DPT）类似，都作为迷幻药物。